# No me quiero ir de aquí
No me quiero ir de aquí es la primera residencia musical del cantante puertorriqueño Bad Bunny, en promoción de su sexto álbum de estudio Debí tirar más fotos (2025). Comenzó el 11 de julio de este año y concluirá este 14 de septiembre, comprendiendo tan solo treinta fechas exclusivamente en su natal Puerto Rico.

## Antecedentes
El 26 de diciembre de 2024, Bad Bunny anunció su sexto álbum de estudio Debí tirar más fotos, con fecha de lanzamiento para el 5 de enero de 2025, un día antes del Día de Reyes, el cual es un día de fiesta nacional en Puerto Rico. El álbum recibió elogios por parte de la critica especializada y de los fanáticos del cantante tras su estreno. Una semana después, dos sillas monobloque, similares a las de la portada del álbum, aparecieron en la entrada del Coliseo de Puerto Rico José Miguel Agrelot en San Juan, insinuando una posible presentación de Bad Bunny en el recinto. Al día siguiente, el cantante anunció formalmente mediante un video su primera residencia musical a tomar lugar en el mismo recinto, coloquialmente conocido como el "Choliseo", donde se ha presentado en múltiples ocasiones y ha quebrado récords de venta y asistencia.

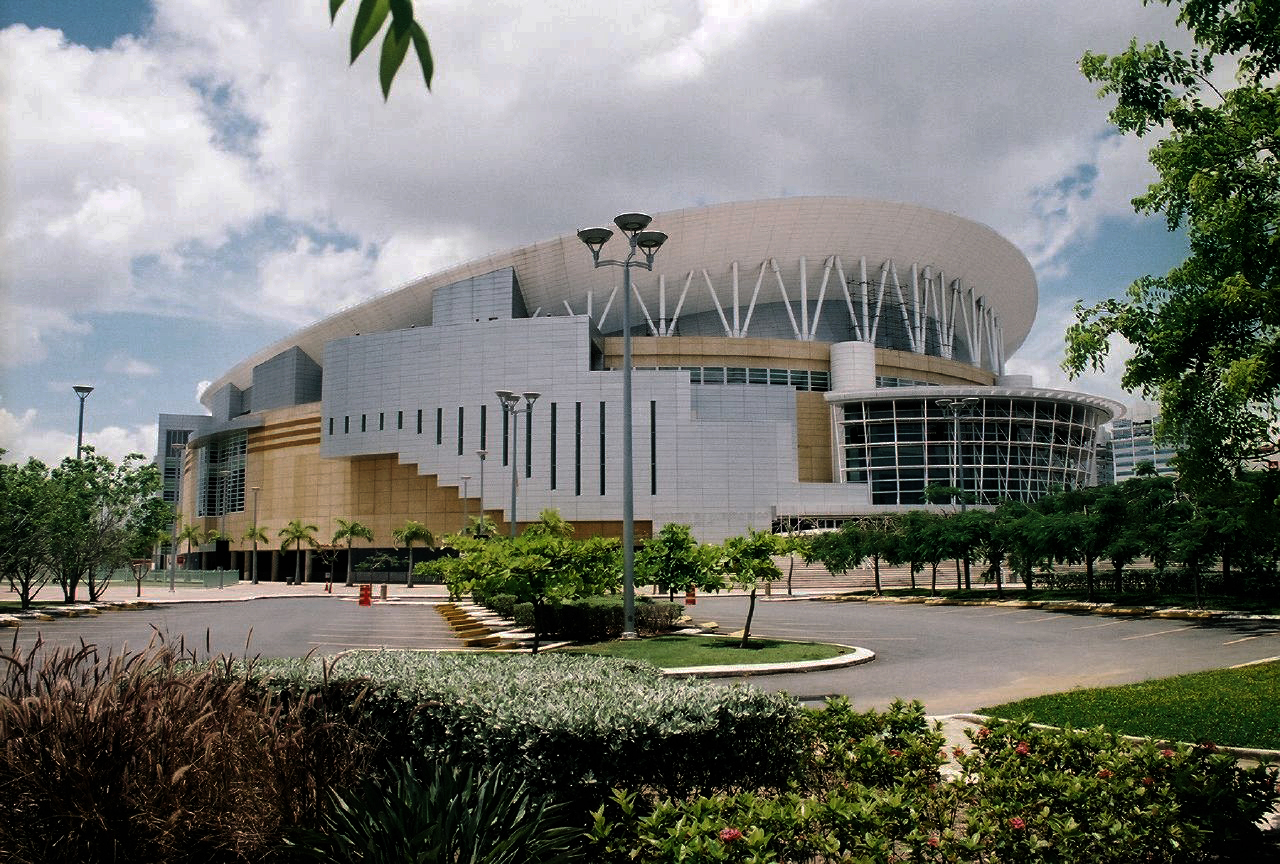
El Coliseo de Puerto Rico José Miguel Agrelot, el recinto donde tomará lugar la residencia de conciertos de Bad Bunny.

La residencia será la primera en realizarse tanto en el recinto como en Puerto Rico, programado para superar catorce fechas de Wisin & Yandel llevadas a cabo en diciembre de 2022 como parte de su gira de despedida. La administración del Coliseo, ASM Global, confirmó que el evento fue planeado junto al equipo de producción de Bad Bunny durante aproximadamente un año, y que el recinto reservó fechas adicionales para extender la residencia hasta septiembre de 2025.En la tarde del 15 de enero de 2025, día de la preventa exclusiva para el público puertorriqueño, se añadieron nueve fechas a la residencia musical, sumando así un total de treinta conciertos agendados para finalizar hasta mediados de septiembre. Esa misma noche, para conmemorar a apertura de la preventa general, Bad Bunny hizo un concierto sorpresa en El Boricua, un bar universitario de Río Piedras, en la zona de la Universidad de Puerto Rico en Río Piedras, en donde interpretó varias canciones de su producción Debí tirar más fotos y versiones de salsa de diversos temas de su discografía.

## Venta de entradas
El día en que la residencia fue anunciada, 15 de enero de 2025, se dieron a conocer detalles adicionales sobre la venta de entradas. Las primeras nueve fechas programadas para el mes de julio de 2025 fueron reservadas exclusivamente distribuirlas a través de puntos de venta presenciales en nueve ciudades de Puerto Rico, solo para residentes.
Paquetes de hoteles y vip para las fechas de agosto y septiembre de 2025 fueron puestos en venta virtual el mismo día, cada una con distintos hoteles en áreas turísticas como Miramar, Condado e Isla Verde, con la venta virtual de boletos llevada a cabo el 17 de enero de 2025. El día de la venta general, se agotaron un aproximado de 400 000 entradas en menos de cuatro de horas.

## Fechas
| Fecha (2025)     | Ciudad   | País        | Recinto                                    | Asistencia | Recaudación |
| ---------------- | -------- | ----------- | ------------------------------------------ | ---------- | ----------- |
| 11 de julio      | San Juan | Puerto Rico | Coliseo de Puerto Rico José Miguel Agrelot | —          | —           |
| 12 de julio      | San Juan | Puerto Rico | Coliseo de Puerto Rico José Miguel Agrelot | —          | —           |
| 13 de julio      | San Juan | Puerto Rico | Coliseo de Puerto Rico José Miguel Agrelot | —          | —           |
| 18 de julio      | San Juan | Puerto Rico | Coliseo de Puerto Rico José Miguel Agrelot | —          | —           |
| 19 de julio      | San Juan | Puerto Rico | Coliseo de Puerto Rico José Miguel Agrelot | —          | —           |
| 20 de julio      | San Juan | Puerto Rico | Coliseo de Puerto Rico José Miguel Agrelot | —          | —           |
| 25 de julio      | San Juan | Puerto Rico | Coliseo de Puerto Rico José Miguel Agrelot | —          | —           |
| 26 de julio      | San Juan | Puerto Rico | Coliseo de Puerto Rico José Miguel Agrelot | —          | —           |
| 27 de julio      | San Juan | Puerto Rico | Coliseo de Puerto Rico José Miguel Agrelot | —          | —           |
| 1 de agosto      | San Juan | Puerto Rico | Coliseo de Puerto Rico José Miguel Agrelot | —          | —           |
| 2 de agosto      | San Juan | Puerto Rico | Coliseo de Puerto Rico José Miguel Agrelot | —          | —           |
| 3 de agosto      | San Juan | Puerto Rico | Coliseo de Puerto Rico José Miguel Agrelot | —          | —           |
| 8 de agosto      | San Juan | Puerto Rico | Coliseo de Puerto Rico José Miguel Agrelot | —          | —           |
| 9 de agosto      | San Juan | Puerto Rico | Coliseo de Puerto Rico José Miguel Agrelot | —          | —           |
| 10 de agosto     | San Juan | Puerto Rico | Coliseo de Puerto Rico José Miguel Agrelot | —          | —           |
| 15 de agosto     | San Juan | Puerto Rico | Coliseo de Puerto Rico José Miguel Agrelot | —          | —           |
| 16 de agosto     | San Juan | Puerto Rico | Coliseo de Puerto Rico José Miguel Agrelot | —          | —           |
| 17 de agosto     | San Juan | Puerto Rico | Coliseo de Puerto Rico José Miguel Agrelot | —          | —           |
| 22 de agosto     | San Juan | Puerto Rico | Coliseo de Puerto Rico José Miguel Agrelot | —          | —           |
| 23 de agosto     | San Juan | Puerto Rico | Coliseo de Puerto Rico José Miguel Agrelot | —          | —           |
| 24 de agosto     | San Juan | Puerto Rico | Coliseo de Puerto Rico José Miguel Agrelot | —          | —           |
| 29 de agosto     | San Juan | Puerto Rico | Coliseo de Puerto Rico José Miguel Agrelot | —          | —           |
| 30 de agosto     | San Juan | Puerto Rico | Coliseo de Puerto Rico José Miguel Agrelot | —          | —           |
| 31 de agosto     | San Juan | Puerto Rico | Coliseo de Puerto Rico José Miguel Agrelot | —          | —           |
| 5 de septiembre  | San Juan | Puerto Rico | Coliseo de Puerto Rico José Miguel Agrelot | —          | —           |
| 6 de septiembre  | San Juan | Puerto Rico | Coliseo de Puerto Rico José Miguel Agrelot | —          | —           |
| 7 de septiembre  | San Juan | Puerto Rico | Coliseo de Puerto Rico José Miguel Agrelot | —          | —           |
| 12 de septiembre | San Juan | Puerto Rico | Coliseo de Puerto Rico José Miguel Agrelot | —          | —           |
| 13 de septiembre | San Juan | Puerto Rico | Coliseo de Puerto Rico José Miguel Agrelot | —          | —           |
| 14 de septiembre | San Juan | Puerto Rico | Coliseo de Puerto Rico José Miguel Agrelot | —          | —           |